# Igreja de São João Batista de Carapina
A Igreja de São João Batista, em Carapina, distrito do município da Serra, no Espírito Santo, é uma igreja colonial, fundada em 1584 a pedido do padre jesuíta Brás Lourenço e faz parte do Sítio Histórico de Carapina.

## História
No final do século XVI, os jesuítas iniciavam a ocupação da região norte do Espírito Santo, construindo mais ou menos na mesma época a aldeia e igreja de Nossa Senhora da Conceição, a aldeia e Igreja dos Reis Magos e esta aldeia e Igreja de São João Batista, todas no atual município da Serra. Enquanto a da Conceição foi feita para abrigar os índios temiminós liderados por Maracaiaguaçu, a de São João serviu para abrigar inicialmente os temiminós liderados por Arariboia.
Documentos históricos mostram que a aldeia dos jesuítas já existia em 1565, o que sugere que a igreja pode ter sido construída antes, também. Sua construção teria sido feita por escravos e indígenas comandados por Brás Lourenço, um dos primeiros jesuítas a viver na Capitania do Espírito Santo.
Outras pesquisas mostram que do local era possível avistar e se comunicar a distância com outros templos religiosos da época, como o Convento da Penha, e servia de passagem para quem estava indo ao litoral norte do estado. Ao seu redor, há ainda um antigo casarão, que acredita-se ter funcionado como residência dos jesuítas, e o cemitério do distrito, que provavelmente também é do período colonial.
Em uma carta assinada em 27 de julho de 1565, o padre Pedro da Costa afirma estar na aldeia de São João e de ter sido "encarregando-me mais de umas duas ou tres aldêas que estão légua e meia ou quasi duas da de S. João, pera que as visitasse cada semana, fazendo-lhes a doutrina e bautisando os que estivessem em necessidade".

No restante da carta, o padre narra que ali já viviam cerca de 400 indígenas batizados, mas encontrava dificuldades por causa das epidemias, como a de varíola, e também por causa de grupos de indígenas que não seguiam as regras cristãs estabelecidas pelos padres jesuítas, como pode ser visto no trecho abaixo:
Nesta povoação em que estou se faz muito fruito pola bondade do Senhor, ainda que não estão tão sujeitos como no tempo que aqui estava o padre Braz Lourenço, por alguns impedimentos que inventou o Demônio, como costuma, pera impedir a salvação das almas, não somente pera os desta povoação, mas também pera todas as outras desta capitania. (...) Haverão recebido o santo bautismo nesta povoação passante de 400 almas, das quaes o Senhor ha já Jevado boa parte, porque no tempo das bexigas [varíola] também falleceram aqui muitos. (...) Não está a Gentilidade tão indisposta pera se fazer muito fruito nella, si não houvesse outros impedimentos de maus exemplos e pretenderem os homens mais seus interesses que não a conversão da Gentilidade.
Cerca de 30 anos depois, em 6 de outubro de 1596 o padre Bastião Gomes escreveu uma carta em que fala que havia ali na aldeia mais de 800 indígenas batizados e que dali saíam muitas missões para tentar contato com os índios aimorés (ou botocudos), que eram inimigos dos portugueses e estavam sempre em conflito com os índios aldeados.

## Milagre
Acredita-se que tenha sido ali na igreja que o padre jesuíta e santo católico José de Anchieta realizou um de seus milagres. Contam relatos da época que Anchieta estava na aldeia quando fez um menino falar, como foi narrado pelo padre Simão de Vasconcelos:
Faziam-se festas em uma aldeia de São João, no orago dela, e entre aplausos, festivais corriam os cavaleiros a um pato, segundo costume, à competência de que o mais destro o levava. Levantou-se questão porfiada entre os cavaleiros, ao qual com mais rezam pertencia o pato, e não acabavam de resolver-se. Achava-se à festa José, quiseram todos que fosse ele o juiz da contenda, aceitou a judiciatura com sua boa graça, e porque parecesse desinteressado, chamou junto a si um menino de cinco anos de idade, mudo de seu nascimento, e por tal conhecido de todos, e pôs em seu alvedrio a sentença definitiva do caso, ficaram suspensos os cavaleiros, vieram todos na eleição, e quando admirados notavam o sucesso, ouviram a voz do menino, que clara e inteligivelmente pronunciou as palavras seguintes: o pato é meu, a mim se me há de dar para que o leve a minha mãe. Não houve em todas aquelas festas espetáculo mais festival, tiveram os pretendentes a resolução por de Deus, clamaram a virtude de seu servo José, e foi-se o menino com o pato, e fala para casa.

## Tombamento e Restauros
A a Igreja de São João Batista foi tombada como patrimônio histórico em 1984 pela Secretaria de Cultura do Estado do Espírito Santo.
Estudos mostram que a igreja teria sido reconstruída ou restaurada em 1746 e depois em 1870. O tombamento em 1984 não impediu que ela fosse praticamente demolida e suas peças roubadas em 1992, tendo sido reconstruída e restaurada em 1996, a fim de preservar sua história.
A igreja não recebe visitas e abre apenas aos domingos para a realização de missas. Após algum tempo fechada, passou por restauros e foi reaberta ao público em junho de 2021.